# Final de la Eurocopa 2012
La final de la Eurocopa de 2012 fue un encuentro de fútbol disputado entre las selecciones nacionales absolutas de España e Italia en el Estadio Olímpico de Kiev (Ucrania) el domingo 1 de julio  de 2012. En el mismo la selección de España se proclamó campeona de la Eurocopa por tercera vez, las dos últimas de forma consecutiva tras la victoria por 1-0 ante Alemania en la Eurocopa 2008.
España iguala así a Alemania en el número de Eurocopas logradas y además se convierte en la primera selección nacional en ganar tres torneos importantes consecutivos: a las ya mencionadas Eurocopas se suma la Copa Mundial FIFA 2010. La selección italiana, por el hecho de jugar la final, disputó la Copa Confederaciones 2013 en representación de la UEFA, debido a que España ya tenía su plaza en el torneo, al ser el vigente campeón del mundo.
| Bandera de España | vs. | Bandera de Italia |
| España 4          | vs. | Italia 0          |

## Camino a la final
| Equipo  | Pts | PJ | PG | PE | PP | GF | GC | Dif |
| ------- | --- | -- | -- | -- | -- | -- | -- | --- |
| España  | 7   | 3  | 2  | 1  | 0  | 6  | 1  | 5   |
| Italia  | 5   | 3  | 1  | 2  | 0  | 4  | 2  | 2   |
| Croacia | 4   | 3  | 1  | 1  | 1  | 4  | 3  | 1   |
| Irlanda | 0   | 3  | 0  | 0  | 3  | 1  | 9  | -8  |

| Equipo  | Pts | PJ | PG | PE | PP | GF | GC | Dif |
| ------- | --- | -- | -- | -- | -- | -- | -- | --- |
| España  | 7   | 3  | 2  | 1  | 0  | 6  | 1  | 5   |
| Italia  | 5   | 3  | 1  | 2  | 0  | 4  | 2  | 2   |
| Croacia | 4   | 3  | 1  | 1  | 1  | 4  | 3  | 1   |
| Irlanda | 0   | 3  | 0  | 0  | 3  | 1  | 9  | -8  |

## Partido

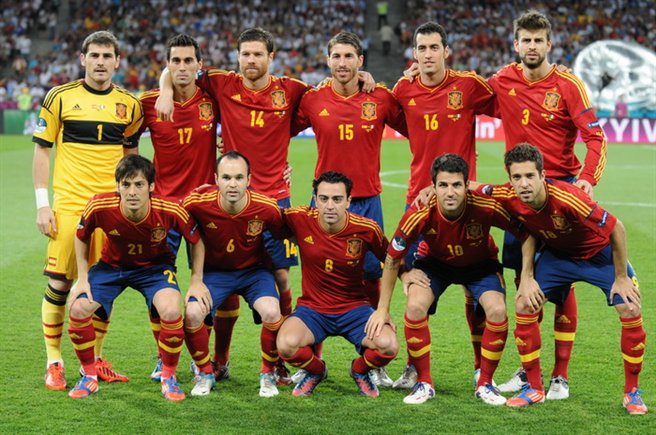
Once titular de la selección española en la Final de la Eurocopa.

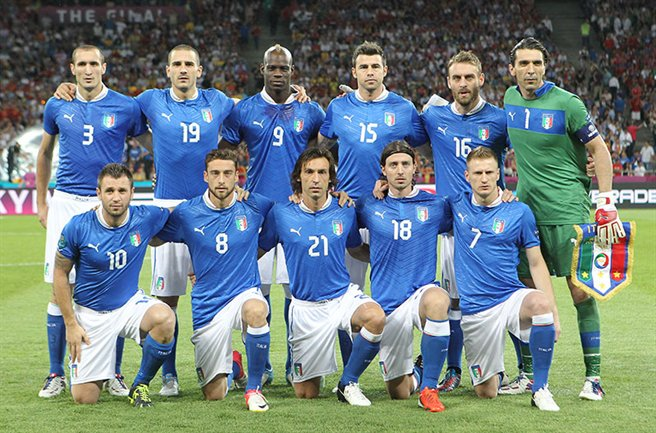
Once titular de la selección italiana en la Final de la Eurocopa.

España llegaba a su cuarta final de la Eurocopa, con la posibilidad de hacer historia en el torneo. Nunca antes una selección había sido capaz de retener el campeonato cosechado en la edición anterior, y podía convertirse en el primer combinado en conseguir ganar por tercera vez consecutiva alguno de los dos mayores trofeos en Europa a nivel de selecciones: el Mundial y la Eurocopa. De ser así, España empataría con la selección alemana como el conjunto con más títulos de Eurocopa en la historia.
Por su parte, Italia acudía a la que sería su tercera final de la Eurocopa. De resultar vencedora, se convertiría en la segunda selección en palmarés de la competición, igualando con la selección española y la selección francesa, y lograría mantener una edición más la maldición del vigente campeón en la historia del torneo, confirmando la dificultad de revalidar el título.
| 1          | POR        | Iker Casillas      |     |
| 17         | DEF        | Álvaro Arbeloa     |     |
| 3          | DEF        | Gerard Piqué       |     |
| 15         | DEF        | Sergio Ramos       |     |
| 18         | DEF        | Jordi Alba         |     |
| 8          | MED        | Xavi Hernández     |     |
| 16         | MED        | Sergio Busquets    |     |
| 14         | MED        | Xabi Alonso        |     |
| 10         | MED        | Cesc Fàbregas      | 75' |
| 21         | MED        | David Silva        | 59' |
| 6          | MED        | Andrés Iniesta     | 87' |
| Entrenador | Entrenador | Vicente del Bosque |     |

| 1          | POR        | Gianluigi Buffon   |     |
| 7          | DEF        | Ignazio Abate      |     |
| 15         | DEF        | Andrea Barzagli    |     |
| 19         | DEF        | Leonardo Bonucci   |     |
| 3          | DEF        | Giorgio Chiellini  | 21' |
| 21         | MED        | Andrea Pirlo       |     |
| 8          | MED        | Claudio Marchisio  |     |
| 18         | MED        | Riccardo Montolivo | 57' |
| 16         | MED        | Daniele De Rossi   |     |
| 9          | DEL        | Mario Balotelli    |     |
| 10         | DEL        | Antonio Cassano    | 46' |
| Entrenador | Entrenador | Cesare Prandelli   |     |

| 7  | DEL | Pedro Rodríguez | 59' |
| 9  | DEL | Fernando Torres | 75' |
| 13 | MED | Juan Mata       | 87' |

| 6  | DEF | Federico Balzaretti | 21' |
| 11 | DEL | Antonio Di Natale   | 46' |
| 5  | MED | Thiago Motta        | 57' |

| Anotado | 14' | David Silva     | 1–0 |
| Anotado | 41' | Jordi Alba      | 2–0 |
| Anotado | 84' | Fernando Torres | 3–0 |
| Anotado | 88' | Juan Mata       | 4–0 |

| Amonestado | 25' | Gerard Piqué |  |

| Amonestado | 45' | Andrea Barzagli |  |

| Árbitro                | Pedro Proença   |
| Árbitros asistentes    | Bertino Miranda |
| Árbitros asistentes    | Ricardo Santos  |
| Asistentes adicionales | Manuel De Sousa |
| Asistentes adicionales | Duarte Gomes    |
| Cuarto árbitro         | Cüneyt Çakır    |

| 1          | POR        | Iker Casillas      |     |
| 17         | DEF        | Álvaro Arbeloa     |     |
| 3          | DEF        | Gerard Piqué       |     |
| 15         | DEF        | Sergio Ramos       |     |
| 18         | DEF        | Jordi Alba         |     |
| 8          | MED        | Xavi Hernández     |     |
| 16         | MED        | Sergio Busquets    |     |
| 14         | MED        | Xabi Alonso        |     |
| 10         | MED        | Cesc Fàbregas      | 75' |
| 21         | MED        | David Silva        | 59' |
| 6          | MED        | Andrés Iniesta     | 87' |
| Entrenador | Entrenador | Vicente del Bosque |     |

| 1          | POR        | Gianluigi Buffon   |     |
| 7          | DEF        | Ignazio Abate      |     |
| 15         | DEF        | Andrea Barzagli    |     |
| 19         | DEF        | Leonardo Bonucci   |     |
| 3          | DEF        | Giorgio Chiellini  | 21' |
| 21         | MED        | Andrea Pirlo       |     |
| 8          | MED        | Claudio Marchisio  |     |
| 18         | MED        | Riccardo Montolivo | 57' |
| 16         | MED        | Daniele De Rossi   |     |
| 9          | DEL        | Mario Balotelli    |     |
| 10         | DEL        | Antonio Cassano    | 46' |
| Entrenador | Entrenador | Cesare Prandelli   |     |

| 7  | DEL | Pedro Rodríguez | 59' |
| 9  | DEL | Fernando Torres | 75' |
| 13 | MED | Juan Mata       | 87' |

| 6  | DEF | Federico Balzaretti | 21' |
| 11 | DEL | Antonio Di Natale   | 46' |
| 5  | MED | Thiago Motta        | 57' |

| Anotado | 14' | David Silva     | 1–0 |
| Anotado | 41' | Jordi Alba      | 2–0 |
| Anotado | 84' | Fernando Torres | 3–0 |
| Anotado | 88' | Juan Mata       | 4–0 |

| Amonestado | 25' | Gerard Piqué |  |

| Amonestado | 45' | Andrea Barzagli |  |

| Árbitro                | Pedro Proença   |
| Árbitros asistentes    | Bertino Miranda |
| Árbitros asistentes    | Ricardo Santos  |
| Asistentes adicionales | Manuel De Sousa |
| Asistentes adicionales | Duarte Gomes    |
| Cuarto árbitro         | Cüneyt Çakır    |

| \| Estadísticas \| \| \| \| Tiros \| 14 \| 12 \| \| Tiros a puerta \| 6 \| 4 \| \| Faltas \| 17 \| 14 \| \| Saques de esquina \| 3 \| 4 \| \| Penaltis \| 0 \| 0 \| \| Fueras de juego \| 3 \| 3 \| \| Posesión de balón \| 56% \| 44%[4] \| | Alineación inicial |                   |
| Estadísticas | Bandera de España  | Bandera de Italia |
| Tiros | 14                 | 12                |
| Tiros a puerta | 6                  | 4                 |
| Faltas | 17                 | 14                |
| Saques de esquina | 3                  | 4                 |
| Penaltis | 0                  | 0                 |
| Fueras de juego | 3                  | 3                 |
| Posesión de balón | 56%                | 44%               |

|                   |
| Bandera de España |
| Campeón España    |
| 3.er Título       |

## Incidencias
El jugador de la selección italiana Thiago Motta se lesionó cinco minutos después de entrar al campo. Al no poder recuperarse de dicha lesión y después de que el entrenador Cesare Prandelli efectuara los tres cambios reglamentarios, la selección Azzurra jugó desde el minuto 62 con diez jugadores.
Tras la victoria española, Andrés Iniesta iguala a Pirlo con tres galardones Calsberg al mejor jugador del partido, lo que unido a la importante victoria de su equipo y su gran papel en la final lo llevarán a conseguir el premio al mejor jugador del torneo.